# Zabihillo Oʻrinboyev
Zabihillo Oʻrinboyev (* 30. März 1995 in Taschkent) ist ein usbekischer Fußballspieler.

## Karriere
Oʻrinboyev begann seine Profilaufbahn 2014 beim Erstligisten Bunyodkor Taschkent. Für Bunyodkor bestritt er 49 Erstligaspiele und schoss dabei vier Tore. 2016 wurde er mit dem Verein Vizemeister der Usbekische Fußballliga. Von 2017 bis 2018 war er außerdem noch bei den Vereinen FK Olmaliq, Paxtakor Taschkent und Metallurg Bekobod unter Vertrag. 2019 wechselte er zum japanischen Zweitligisten Tokushima Vortis. 2020 kehrte er nach Usbekistan zurück. Hier unterschrieb er einen Vertrag bei Navbahor Namangan. Für dem Verein bestritt er 45 Erstligaspiele und schoss dabei vier Tore. 2022 wechselte er zu Metallurg Bekobod. Für Metallurg bestritt er 59 Erstligaspiele und schoss dabei 11 Tore. Am Ende der Saison 2024 stieg der Verein in die zweiten Liga ab. 2025 kehrte er zu Navbahor Namangan zurück. 